# Pilea pittieri
Pilea pittieri är en nässelväxtart som beskrevs av Ellsworth Paine Killip. Pilea pittieri ingår i släktet pileor, och familjen nässelväxter. Inga underarter finns listade i Catalogue of Life.